# Bahçeşehir Koleji S.K.
El Bahçeşehir Koleji Spor Kulübü, también conocido como Bahçeşehir Basketbol, es un equipo de baloncesto turco que compite en la Basketbol Süper Ligi, la primera división del país. Tiene su sede en Estambul y disputa sus partidos en el Caferağa Sports Hall, que tiene un aforo para 1.500 espectadores.

## Historia
El club forma parte del Bahçeşehir Koleji, una escuela privada en la parte europea de Estambul. Lograron plaza en 2017 en la TB2L, la segunda división del baloncesto turco, alcanzando la final de los playoffs, en la que cayeron anbte el Afyon Belediye S.K..
El 13 de julio de 2018 recibió por parte de la liga turca la plaza vacante que había dejado el Eskişehir Basket en la Basketbol Süper Ligi, logrando jugar en la máxima categoría por primera vez en su corta historia.

## Trayectoria
| Temporada | Nivel | Liga | Pos. | G/P   | PL  | Resultado | Copa de Turquía  | Competiciones europeas |
| --------- | ----- | ---- | ---- | ----- | --- | --------- | ---------------- | ---------------------- |
| 2017-18   | 2     | TB2L | 2    | 22-12 | 6-4 | Asciende  |                  |                        |
| 2018-19   | 1     | BSL  | 9    | 13-15 |     |           | Cuartos de final |                        |

## Palmarés
- Copa Europea de la FIBA (1): 2021-22